# ハイブ長岡
長岡産業交流会館（ながおかさんぎょうこうりゅうかいかん）は、新潟県長岡市千秋に所在するコンベンション施設。愛称ハイブ長岡。長岡市と県内・市内の主要企業が出資する一般財団法人 長岡産業交流会館が運営管理を行っている。

## 概要
長岡市とその周辺の産業振興と文化交流の拠点施設として公設民営方式で整備され、1991年（平成3年）10月16日に開館した。愛称「ハイブ長岡」の「ハイブ (Hive) 」とは英語で「ミツバチの巣箱」や「忙しい人が多数いる場所」などを意味するもので、長岡が産業活動の中心地となり、人々が活発に集まる施設となるよう命名されたものである。
産業関連の見本市や生活関連の展示会、各種イベント・会合の開催に対応している。
長岡市川西地域の千秋が原地区北側、国道8号・長岡バイパスの長岡大橋西詰付近に位置し、近隣には新潟県立近代美術館、長岡リリックホール、長岡造形大学、長岡赤十字病院などが所在する。

## 施設
- 大展示ホール（アリーナ）
  - 面積：3,481m2、天井高：15m
  - ステージ形式での最大収容人数：椅子席4000席
  - 2分割、3分割での利用可
- 特別会議室（けやき）
  - 面積：600m2
  - 収容人数：600席（ステージ形式最大）、357席（教室形式最大）
  - 大型映像装置、同時通訳設備（4か国語まで対応可）
  - 2分割での利用可
- 中小会議室（A - F）
- 交流サロン
- 長岡市産業展示室
- レストラン「パークサイドキッチン桜亭」

## 交通アクセス
- 長岡駅大手口バスターミナルから越後交通の下記路線バスに乗車
  - 2番線「日赤病院経由 出雲崎車庫」行、7番線「県立近代美術館」行 もしくは「江陽環状線」で、いずれも「県立近代美術館」下車（所要約14分）
  - 8番線から「中央循環線【くるりん】」で
    - 内回り：「県立近代美術館」下車（所要約20分）
    - 外回り：「ハイブ長岡」下車（所要約25分）
- 関越自動車道 長岡インターチェンジから長岡バイパス経由で約10分